# Tanums församling
Tanums församling är en församling i Norra Bohusläns kontrakt i Göteborgs stift. Församlingen ligger i Tanums kommun i Västra Götalands län och ingår i Tanums pastorat.

## Administrativ historik
Församlingen har medeltida ursprung. Församlingen var mellan 1893 och 1 juli 1991 uppdelad i två kyrkobokföringsområden: Tanums kyrkoområde (143502) och Grebbestads kyrkoområde (143501).
Församlingen var och är moderförsamling i pastoratet Tanum och Lur som sedan 2002 även omfattar Naverstad-Mo församling.

## Kyrkobyggnader
- Tanums kyrka
- Grebbestads kyrka
- Havstenssunds kapell
- Sannäs kapell

### Fotnoter
1. ↑  Stift, kontrakt och pastorat i nummerordning med ingående församlingar 2020-01-01, SCB, läs online.[källa från Wikidata]
2. 1 2  Medlemmar i Svenska kyrkan i förhållande till folkmängd den 31.12.2019 per församling, kommun och län samt riket, Svenska kyrkan, läs online.[källa från Wikidata]
3. ↑  ”Förteckning (Sveriges församlingar genom tiderna)”. Skatteverket. 1989. http://www.skatteverket.se/privat/folkbokforing/omfolkbokforing/folkbokforingigaridag/sverigesforsamlingargenomtiderna/forteckning.4.18e1b10334ebe8bc80003999.html. Läst 17 december 2013.